# East Patchogue
East Patchogue es un lugar designado por el censo (o aldea) ubicado en el condado de Suffolk en el estado estadounidense de Nueva York. En el año 2000 tenía una población de 20,824 habitantes y una densidad poblacional de 966.8 personas por km².

## Geografía
Según la Oficina del Censo, la ciudad tiene un área total de 21,9 km² (8,5 mi²), de la cual 21,5 km² (8,3 mi²) es tierra y 0,4 km² (0,2 mi²) (2.10%) es agua.

## Demografía
Según la Oficina del Censo en 2000 los ingresos medios por hogar en la localidad eran de $57,237, y los ingresos medios por familia eran $64,323. Los hombres tenían unos ingresos medios de $45,274 frente a los $31,704 para las mujeres. La renta per cápita para la localidad era de $23,619. Alrededor del 4.5% de la población estaban por debajo del umbral de pobreza.